# Hamilton Irving Marlatt

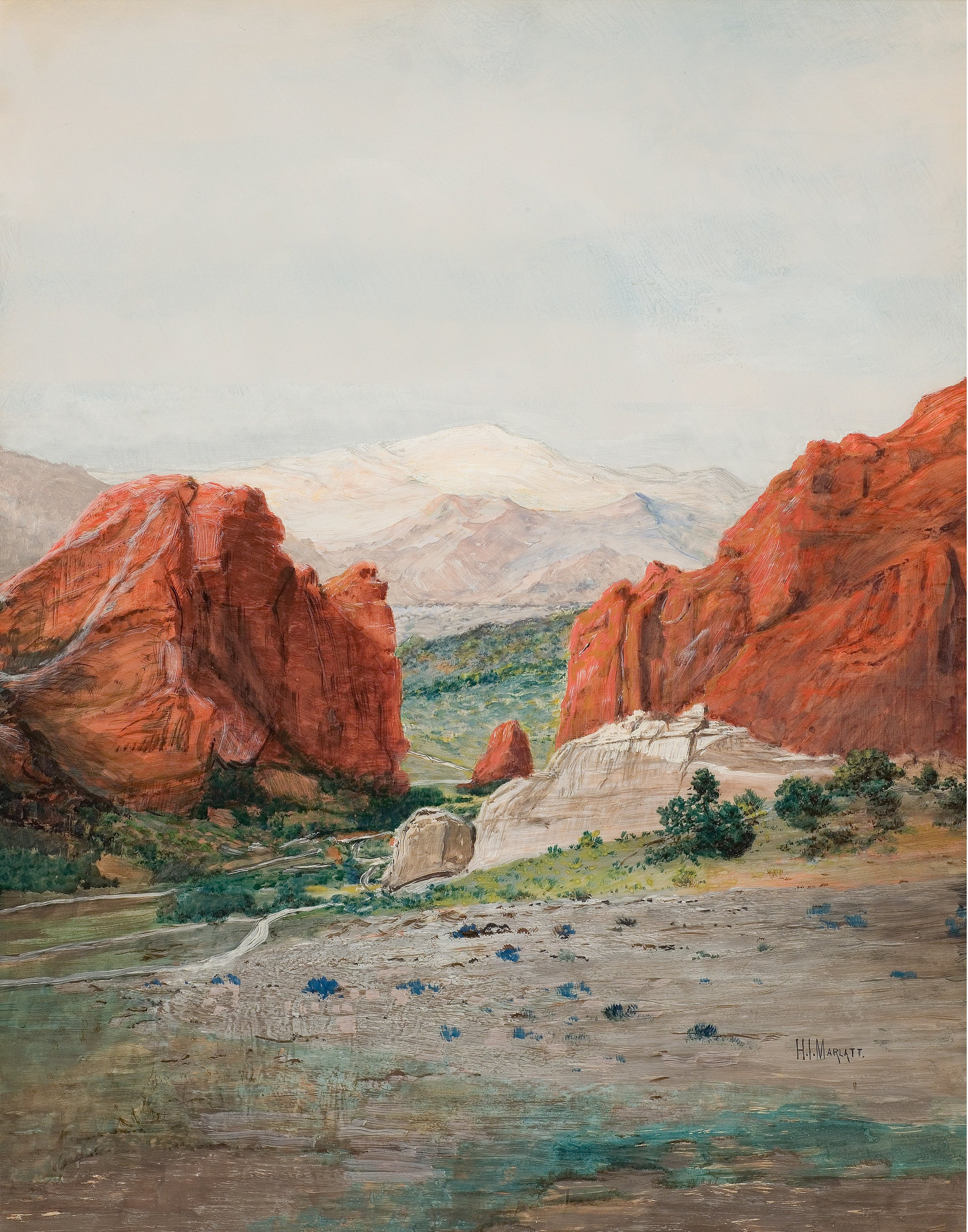
"Pike's Peak desde el Jardín de los Dioses", de Hamilton Irving Marlatt, alrededor de 1885, óleo y gouache sobre tabla, 28 x 22 pulgadas (71,1 x 55,9 cm).

Hamilton Irving Marlatt (Woodhall, Nueva York, 1867 — 11 de octubre de 1929) fue un pintor estadounidense. Se caracterizó por pintar paisajes, retratos y numerosos temas nativos americanos y su lucha por sobrevivir. Su estilo fue uno de los más característicos de mediados del siglo XIX junto con los paisajistas Thomas Moran y Albert Bierstadt al poner énfasis en la majestuosidad de la naturaleza humana y el paisaje salvaje.